# Loučany
Loučany település Csehországban, a Olomouci járásban. Loučany Těšetice, Náměšť na Hané, Senice na Hané és Drahanovice településekkel határos. Lakosainak száma 621 fő (2024. január 1.).

## Népesség
A település lakosságának változását az alábbi diagram mutatja:
| Lakosok száma | 633  | 752  | 776  | 706  | 676  | 605  | 644  | 658  | 617  | 621  |
|               | 1869 | 1900 | 1921 | 1961 | 1980 | 2011 | 2016 | 2019 | 2021 | 2024 |